# Championnat du monde des voitures de tourisme 2006
Navigation
2005 2007
Édition 2006 du Championnat du monde des voitures de tourisme.

## Calendrier
| Course | Date         | Pays        | Circuit      | Vainqueur          |
| ------ | ------------ | ----------- | ------------ | ------------------ |
| 1      | 2 avril      | Italie      | Monza        | Andy Priaulx       |
| 2      | 2 avril      | Italie      | Monza        | Augusto Farfus Jr. |
| 3      | 30 avril     | France      | Magny-Cours  | Jörg Müller        |
| 4      | 30 avril     | France      | Magny-Cours  | Andy Priaulx       |
| 5      | 21 mai       | Royaume-Uni | Brands Hatch | Yvan Muller        |
| 6      | 21 mai       | Royaume-Uni | Brands Hatch | Alain Menu         |
| 7      | 4 juin       | Allemagne   | Oschersleben | Andy Priaulx       |
| 8      | 4 juin       | Allemagne   | Oschersleben | Jörg Müller        |
| 9      | 2 juillet    | Brésil      | Curitiba     | Jordi Gené         |
| 10     | 2 juillet    | Brésil      | Curitiba     | Andy Priaulx       |
| 11     | 30 juillet   | Mexique     | Puebla       | Salvatore Tavano   |
| 12     | 30 juillet   | Mexique     | Puebla       | Augusto Farfus Jr. |
| 13     | 3 septembre  | Tchéquie    | Brno         | Jörg Müller        |
| 14     | 3 septembre  | Tchéquie    | Brno         | Robert Huff        |
| 15     | 24 septembre | Turquie     | Istanbul     | Alessandro Zanardi |
| 16     | 24 septembre | Turquie     | Istanbul     | Gabriele Tarquini  |
| 17     | 8 octobre    | Espagne     | Valencia     | Augusto Farfus Jr. |
| 18     | 8 octobre    | Espagne     | Valencia     | Jörg Müller        |
| 19     | 19 novembre  | Macao       | Guia         | Andy Priaulx       |
| 20     | 19 novembre  | Macao       | Guia         | Jörg Müller        |

## Championnats

### Pilotes
| Position | Pilote             | Équipe                 | Voiture           | Victoires | Points |
| -------- | ------------------ | ---------------------- | ----------------- | --------- | ------ |
| 1        | Andy Priaulx       | BMW Team UK            | BMW 320si         | 5         | 73     |
| 2        | Jörg Müller        | BMW Team Germany       | BMW 320si         | 4         | 72     |
| 3        | Augusto Farfus Jr. | N.Technology           | Alfa Romeo 156    | 3         | 64     |
| 4        | Yvan Muller        | SEAT Sport France      | Seat León         | 1         | 62     |
| 5        | Gabriele Tarquini  | SEAT Sport Italia      | Seat León         | 1         | 57     |
| 6        | Dirk Müller        | BMW Team Germany       | BMW 320si         | 1         | 54     |
| 7        | Rickard Rydell     | SEAT Sport Sverige     | Seat León         | 0         | 54     |
| 8        | James Thompson     | SEAT Sport UK          | Seat León         | 0         | 54     |
| 9        | Peter Terting      | SEAT Sport Deutschland | Seat León         | 0         | 49     |
| 10       | Jordi Gené         | SEAT Sport España      | Seat León         | 1         | 36     |
| 11       | Alessandro Zanardi | BMW Team Italy-Spain   | BMW 320si         | 1         | 26     |
| 12       | Nicola Larini      | Chevrolet              | Chevrolet Lacetti | 0         | 24     |
| 13       | Duncan Huisman     | BMW Team Italy-Spain   | BMW 320si         | 0         | 22     |
| 14       | Gianni Morbidelli  | N.Technology           | Alfa Romeo 156    | 0         | 22     |
| 15       | Alain Menu         | Chevrolet              | Chevrolet Lacetti | 1         | 21     |
| 16       | Robert Huff        | Chevrolet              | Chevrolet Lacetti | 1         | 20     |
| 17       | Tom Coronel        | GR Asia                | Seat León         | 0         | 20     |
| 18       | Salvatore Tavano   | N.Technology           | Alfa Romeo 156    | 1         | 15     |
| 19       | Luca Rangoni       | Proteam Motorsport     | BMW 320si         | 0         | 14     |
| 20       | Ryan Sharp         | JAS Motorsport         | Honda Accord      | 0         | 6      |
| 21       | Alessandro Balzan  | DB Motorsport          | Alfa Romeo 156    | 0         | 5      |
| 22       | André Couto        | SEAT Sport             | Seat León         | 0         | 2      |